# Задубров'я (Березинський район)
Задубров'я (біл. вёска Задубровье) — село в складі Березинського району Мінської області, Білорусь. Село підпорядковане Погостівській сільській раді, розташоване в східній частині області.